# Штарёва, Алевтина Павловна
Алевти́на Па́вловна Штарёва (род. 9 февраля 1997, Москва, Россия) — российская хоккеистка. Игрок сборной России по хоккею с шайбой.

## Биография
Родилась 9 февраля 1997 года в Москве. В сезоне 2014/15 дебютировала в чемпионате России по хоккею с шайбой за команду «Торнадо» Дмитров. В составе команды стала трёхкратным чемпионом страны.
Выступала за юниорскую сборную России на трёх чемпионатах мира по хоккею с шайбой, завоевала бронзовую медаль в 2015 году. В 2016 году дебютировала на чемпионате мира по хоккею с шайбой, стала бронзовым призёром мирового первенства. Выступала также на Зимней универсиаде, в составе команды стала обладательницей золотых медалей турнира. В 2018 году сыграла 6 матчей на хоккейном турнире Олимпийских игр в Пхёнчхане, отдала одну голевую передачу.